# Gurandukt von Abchasien

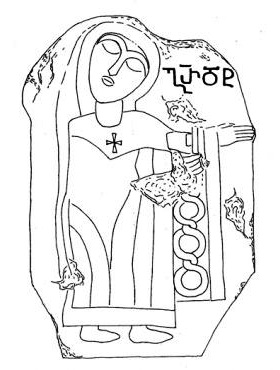
Königin Gurandukt. Skizze eines Reliefs in der Kathedrale von Kumurdo auf dem Plateau von Javakheti in der Munizipalität Achalkalaki, in Georgien

Gurandukt von Abchasien  (cl. 960 – 999) (georgisch გურანდუხტი, გუარანდუხტი) auch Gurandoukt oder Guranducht geschrieben, war eine Prinzessin aus dem kaukasischen Königreich Abchasien, die durch ihre Ehe mit Gurgen König von Tao-Klardschetien aus dem Haus der Georgischen Bagratiden zur Königin und nach dem Ableben ihrer Brüder als letzte ihres Hauses zur Stammmutter der späteren Könige von Georgien wurde, da ihr Sohn Bagrat III. das Erbe seines Vaters, das Königreich Tao-Klardschetien mit dem Erbe seiner mütterlichen Vorfahren, dem Königreich Abchasien vereinigte und dadurch 1008 zum ersten König des vereinigten Königreiches Georgien wurde. Durch ihre Nachkommenschaft entstanden familiäre Beziehungen, die weit über Kaukasien hinausgingen, da sie unter anderem auch Kaiser von Byzanz und islamische Fürsten aus dem Reich der Seldschuken umfassten.

## Herkunft
Gurandukt stammte aus der Anchabad/Anschabadze Dynastie, die das mittelalterliche im Kaukasus gelegene Fürstentum Abchasien bereits seit dem Jahre 510 beherrsche und aus der ihr Vorfahre, Leon II. Fürst von Abchasien, um 780 – nach der Abwehr von Angriffen der Araber mit Unterstützung der Chasaren – durch Vereinigung seines Fürstentums mit den Territorien seiner Gemahlin und anderen erworbenen Gebieten das Königreich Abchasien – auch Egrisi-Abchasien genannt – schuf, das in der Kaukasus-Region im Osten des Schwarzen Meeres zwischen Alanien im Norden und Armenien im Süden lag.
Gurandkht war eine Tochter des Königs Georg II. von Abchasien, der 916 auf seinen Vater Konstantin II. als König von Abchasien gefolgt war und während seiner langen Regierungszeit bis zu seinem Ableben im Jahre 960 wesentlich zur Erweiterung seines Herrschaftsbereiches, zu kulturellen Blüte und zur Stärkung des politischen Einflusses seines Reiches beitrug. Von ihrer Mutter ist nur der Vorname Helene bekannt.

## Leben

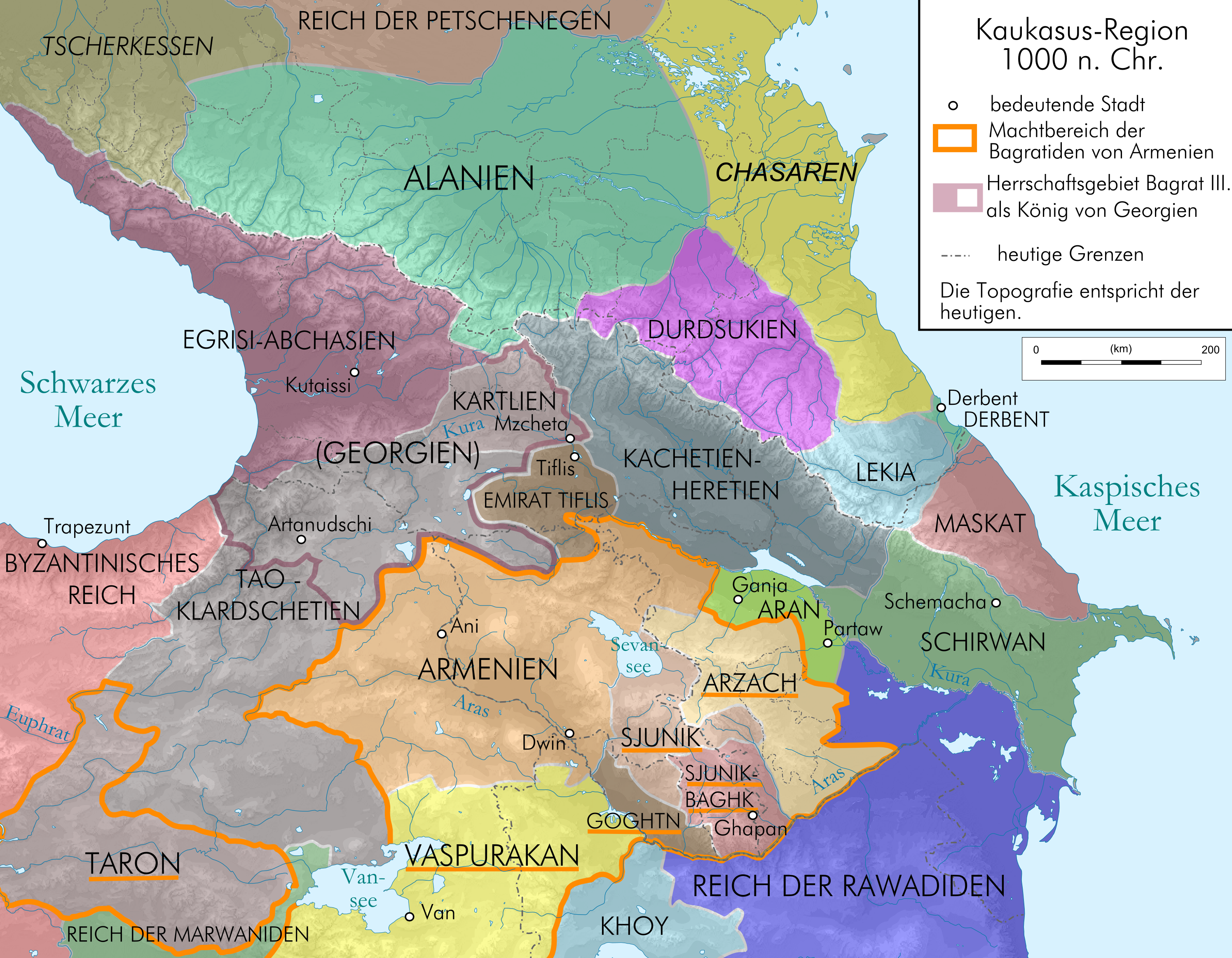
Die Kaukasus-Region um das Jahr 1000

### Jugend
Gurandukt wuchs als Prinzessin des Königreiches Abchasien, am Hof ihres Vaters in der Hauptstadt des Reiches, der uralten „Stadt der Rosen und des Mai“ Kutaissi auf, die schon im 8. Jahrhundert vor Christi als Hauptstadt des antiken Königreiches Kolchis bekannt war, das sich annähernd im demselben Gebiet wie das spätere Königreich Abchasien befand. Kutaissi ist heute die drittgrößte Stadt der Republik Georgien und Hauptstadt der Region Imeretien.
Gurandukt wuchs gemeinsam mit ihren vier Brüdern auf, deren Schicksal ihr Leben entscheidend prägen sollte.
Ihr ältester Bruder Prinz Konstantin von Abchasien, der von ihrem Vater König Georg II. 923 als Vizekönig von Iberien eingesetzt worden war, wurde nach einer Rebellion im Auftrag seines Vaters 926 abgesetzt, geblendet und entmannt.
Gurandukts zweiter Bruder Prinz Leo III. von Abchasien übernahm daraufhin 926 das Amt des Vizekönigs von Iberien und folgte nach dem Tod seines Vaters von 960 bis 967 als König von Abchasien, blieb jedoch ohne Nachkommen.

### Gemahlin von Gurgen von Tao-Klardschetien

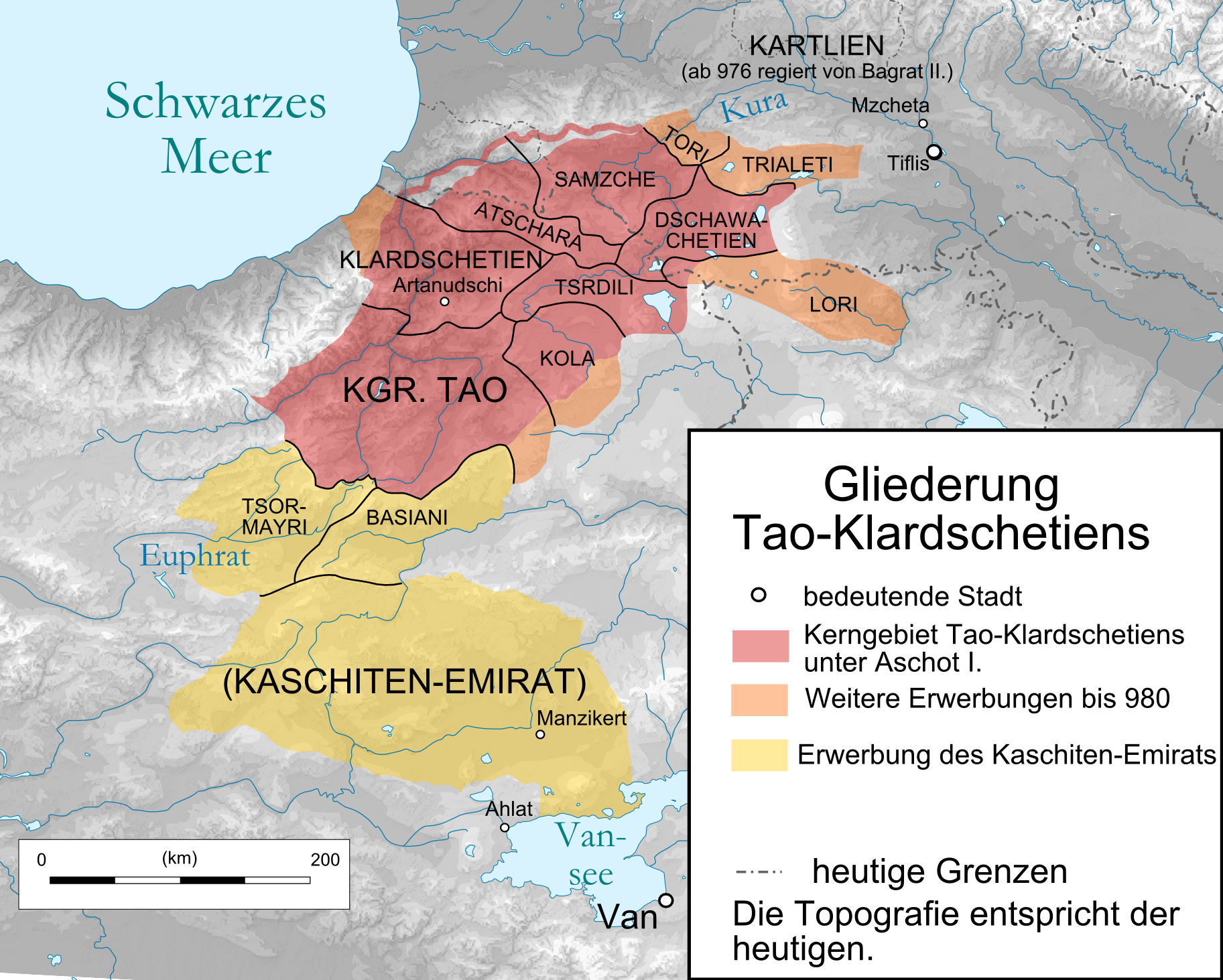
Tao-Klardschetien Gliederung de

Gurandukt wurde von ihrem Vater, der eine Annäherung an die Könige von Tao-Klardschetien aus dem Haus der Georgischen Bagratiden anstrebte, vor 960 mit dem Prinzen Gurgen (Georg) Bagratuni verheiratet, der ein Sohn von König Bagrat II. war, der von 958 bis 994 das Königreich Tao-Klardschetien regierte und seine Abstammung auf Ashot I. den Großen zurückführte, der als erster seines Hauses ausgehend von seinem Stammbesitz Tao-Klardschetien von 813 bis 826 führender Fürst von Iberien war, und als solcher 818 sogar vom Kalifen von Bagdad anerkannt wurde. Wegen der erfolgreichen Abwehr des arabischen Vormarsches und als Patron christlicher Kultur wird König Ashot I. in der Georgischen Orthodoxen Kirche als Heiliger verehrt. Ihr Schwiegervater König Bagrat II. der den Beinamen „Regueni“, d. h., der Einfältige trug, war erheblich weniger bedeutend, denn er herrschte nur im nördlichen Teil des Königreiches, da im Süden dessen Cousin Adarnase V. regierte.
Gutrandukhts Leben am Hof ihres Schwiegervaters war nicht immer geruhsam, da es Krieg mit den Rawadiden gab, einer muslimischen Dynastie, die in Iranisch-Aserbaidschan mit dem Schwerpunkt Täbris herrschte, aber auch Teile Armeniens kontrollierten, der nur mit Unterstützung seines Cousins, des mächtigsten Teilfürsten des Königreiches, David III. „Kuropalates“ von Tao erfolgreich beendet werden konnte.
Auch versuchte ihr Gemahl Gurgen, der als Mitkönig seines Vaters fungierte, sich gegen seinen Vater zu erheben, was jedoch erfolglos blieb, da dieser neuerlich Fürsten David III. „Kuropalates“ von Tao unterstützt wurde. In ihrer Heimat Abchasien starb inzwischen 967 ihr zweiter Bruder König Leo III. von Abchasien, worauf ihr dritter Bruder, Demetrius III. von 967 bis 975 als König nachfolgte.
Für ihr eigenes Leben wie für die Zukunft der Dynastie war das Schicksal ihres jüngsten Bruders, Theodosius entscheidend. Er versuchte als Kronprinz seinen Bruder König Demetrius III. zu stürzen, wurde jedoch nach dem gescheiterten Versuch außer Landes vertrieben. Er versöhnte sich später mit seinem Bruder, der ihm jedoch misstraute und ihn blenden ließ, um ihn von der Herrschaft auszuschließen. Nach dem Tod von König Demetrius im Jahre 975 war Theodosius jedoch der einzige männliche Vertreter seines Hauses und folgte daher – trotz seiner Blindheit – von 975 bis 978 als Theodosius III. als König von Abchasien.
Im selben Jahr 975 wurde Gurandukts um 960 geborener Sohn Bagrat von einem Cousin seines Vaters, dem bereits genannten Fürsten David III. Kuropalates – aus der in der historischen Region Tao im Königreich Tao-Klardschetien regierenden Linie der Bagratiden – als Erbe adoptiert und als Herrscher der bedeutenden Region Kartlien eingesetzt, wobei für den noch kindlichen Herrscher dessen Eltern, Guandukht und Gurgen als Regenten eingesetzt wurden, die daher im Königreich Tao-Klardschetien eine wichtige Rolle übernahmen, jedoch mit einer starken Opposition des lokalen Adels konfrontiert waren.

### Königin-Mutter in Abchasien
Ein anderes wesentliches Ereignis in Gurandukts Leben betraf das Königreich ihrer eigenen Familie, Abchasien. Dort herrschte seit 975 ihr Bruder König Theodosius III., der blind, kinderlos und bedrängt von einer Revolte bagratidischer Fürsten, sich 978 entschloss, zugunsten ihres Sohnes – seines Neffen Bagrat – abzudanken, worauf Bagrat 978 mit dem Namen Bagrat III. zum König von Abchasien gekrönt wurde. Sein Onkel Theodosius III. starb um 980 als Mönch und als letzter männlicher Vertreter seiner Dynastie. Gurandukt, durch ihr Ehe Mit-Königin von Tao-Klardschetien, wurde dadurch zur Königin-Mutter in ihrem heimatlichen Königreich Abchasien.

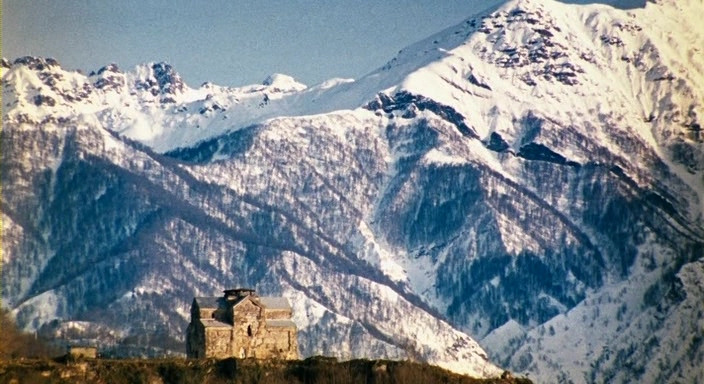
Die Kathedrale von Bedia

Aus Anlass der Thronbesteigung ihres Sohnes Bagrat III. stiftete Gurandukt gemeinsam mit ihrem Sohn die Kathedrale von Bedia, die im Jahre 999 vollendet wurde, deren Ruinen sich heute im Rajon Tkuartschal in der nur von wenigen Staaten anerkannten Republik Abchasien befinden.

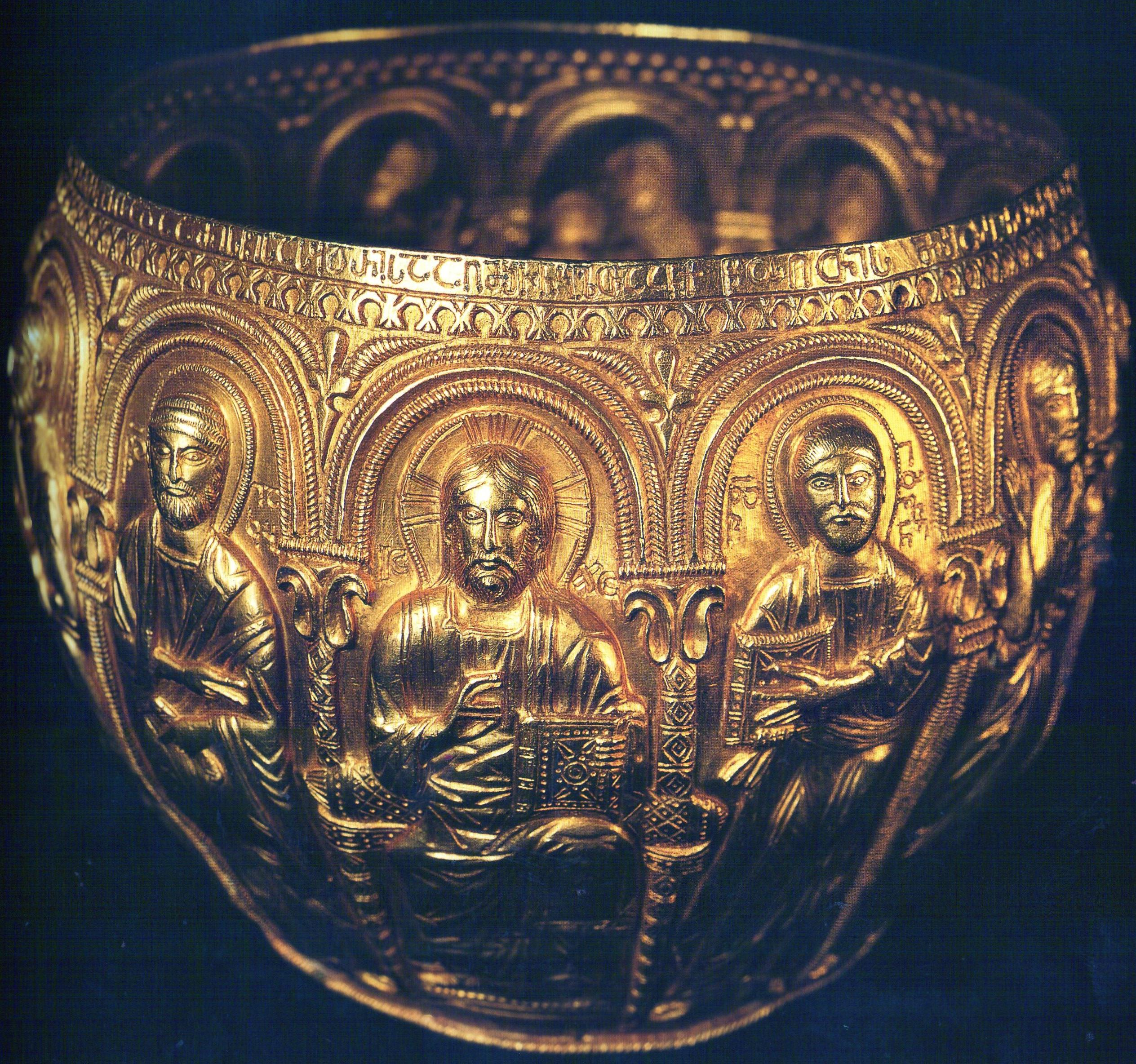
Der goldene Beda-Kelch (um 999)

Aus Anlass der Vollendung diese Kathedrale spendete Gurandukt gemeinsam mit ihrem Sohn Bagrat III. dieser Kirche im Jahre 999 einen goldenen Kelch, der als herausragendes Beispiel georgischer Goldschmiedekunst als „Beda-Kelch“ bekannt ist und sich heute im Georgischen Nationalmuseum In Tiflis befindet. Unter dem Rand befindet sich eine Inschrift in georgischer Sprache unter Verwendung der Mkhedruli-Schrift, die in Übersetzung lautet: „Heilige Mutter Gottes verwende Dich bei Deinem Sohn für Bagrat, König der Abchasier und seine Mutter, die Königin Gurandukt, die dieses Gefäß und die Ausschmückung dieses Altars in Auftrag gaben und diese heilige Kirche erbaut haben.“
Gurandukt hatte trotz dem Erlöschen ihrer Dynastie die Genugtuung, ihren eigenen Sohn als König auf dem Thron von Abchasien zu sehen. Sie beschränkte sich jedoch nicht bloß auf die formale Rolle einer Königin-Mutter; sondern wirkte in dessen Abwesenheit als Regentin, verwaltete Teile des ehemaligen Königreiches Kartli sowie u. a. die Festungs- und Höhlenstadt Uplisziche, die auf einem Felsplateau am Fluss Kura nahe der Stadt Gori in der Verwaltungsregion Innerkartlien in Georgien gelegen ist und von Archäologen als eine der ältesten städtischen Ansiedlungen Georgiens angesehen wird.
Ihren Sohn unterstützte sie zeitlebens mit Rat und Tat in der Absicht, in seiner Hand die von väterlicher und von mütterlicher Seite herstammenden Königreiche Abchasien und Tao-Klardschetien zu vereinigen, sodass ein nicht unerheblicher Teil des Erfolges, den ihr Sohn Bagrat III. errang, auf ihren Einfluss zurückzuführen ist.

### Königin von Tao-Klardschetien
Im Jahre 994 verstarb Gurandukts Schwiegervater König Bagrat II., worauf ihr Gemahl Gurgen von 994 bis 1008 als alleiniger König von Tao-Klardschetien nachfolgte und den Titel „König der Könige“ annahm. Gurandukt selbst wurde dadurch endgültig zur Königin. Das Gebiet dieses Königreiches liegt heute in der Türkei und zum größten Teil in den Regionen Erzurum, Artvin, Ardahan und Kars.

### Ableben
Gurandukt, die letzte Vertreterin der Linie der Könige von Abchasien aus dem Haus Anschabadze verstarb bald nach 999, da sie später nicht mehr in den Chroniken erwähnt wird und 1002 in einer Inschrift in der Kirche von Shidra Kartli als verstorben erwähnt wird.
Sie erlebte daher nicht mehr die durch ihre Ehe eingeleitete Vereinigung der beiden Königreiche Abchasien und Tao-Klardschetien, da dies erst 1008, nach dem Tod ihres Gemahls eintrat, da hierdurch ihr Sohn König Bagrat III. von Abchasien auch zum König von Tao-Klardschetien wurde und in der Folge beide Königreiche zu einem vereinigten Königreich Georgien zusammenschloss.
Aus der Sicht Gurandukts wäre dieser Neuanfang zweifellos ein historischer Erfolg ihrer Bemühungen gewesen, er signalisierte zugleich aber auch ein Ende. Denn nachdem ihre eigene Dynastie, die fast ein halbes Jahrtausend in Abchasien regiert hatte, im Jahre 980 mit dem Tod ihres letzten Bruders erloschen war, verschwand nunmehr auch das Königreich Abchasien, indem es in dem neuen vereinigten Königreich Georgien aufging, das von der Dynastie der Bagratiden regiert wurde.

## Bildliche Darstellung
Die oben wiedergegebene Darstellung von Gurandukt ist eine Skizze von auf einem Relief, das sich mit einer Inschrift mit ihrem Namen in mittelalterlicher georgischer Schrift in der nördlichen Trompe über dem östlichen Bogen der Kathedrale von Kumurdo befindet, die in der Munizipalität Achalkalaki in der Region Samzche-Dschawachetien im Süden Georgien gelegen ist. In der südlichen Trompe befindet sich ein Relief mit der Darstellung ihres Bruders Leon III., der in einer Widmungsinschrift am südlichen Tor der Kirche aus dem Jahre 964 genannt wird.

## Ehe und Nachkommen

Georgian states (830-1020)-fr

### Ehe
Gurandukt wurde von ihrem Vater, vor 960 mit dem Prinzen Gurgen (Georg) Bagratuni, einem Sohn von König Bagrat II. von Tao-Klardschetien aus dem Haus der Georgischen Bagratiden verheiratet, der nach dem Tod seines Vaters von 994 bis 1008 als König von Tao Klardschetien regierte 

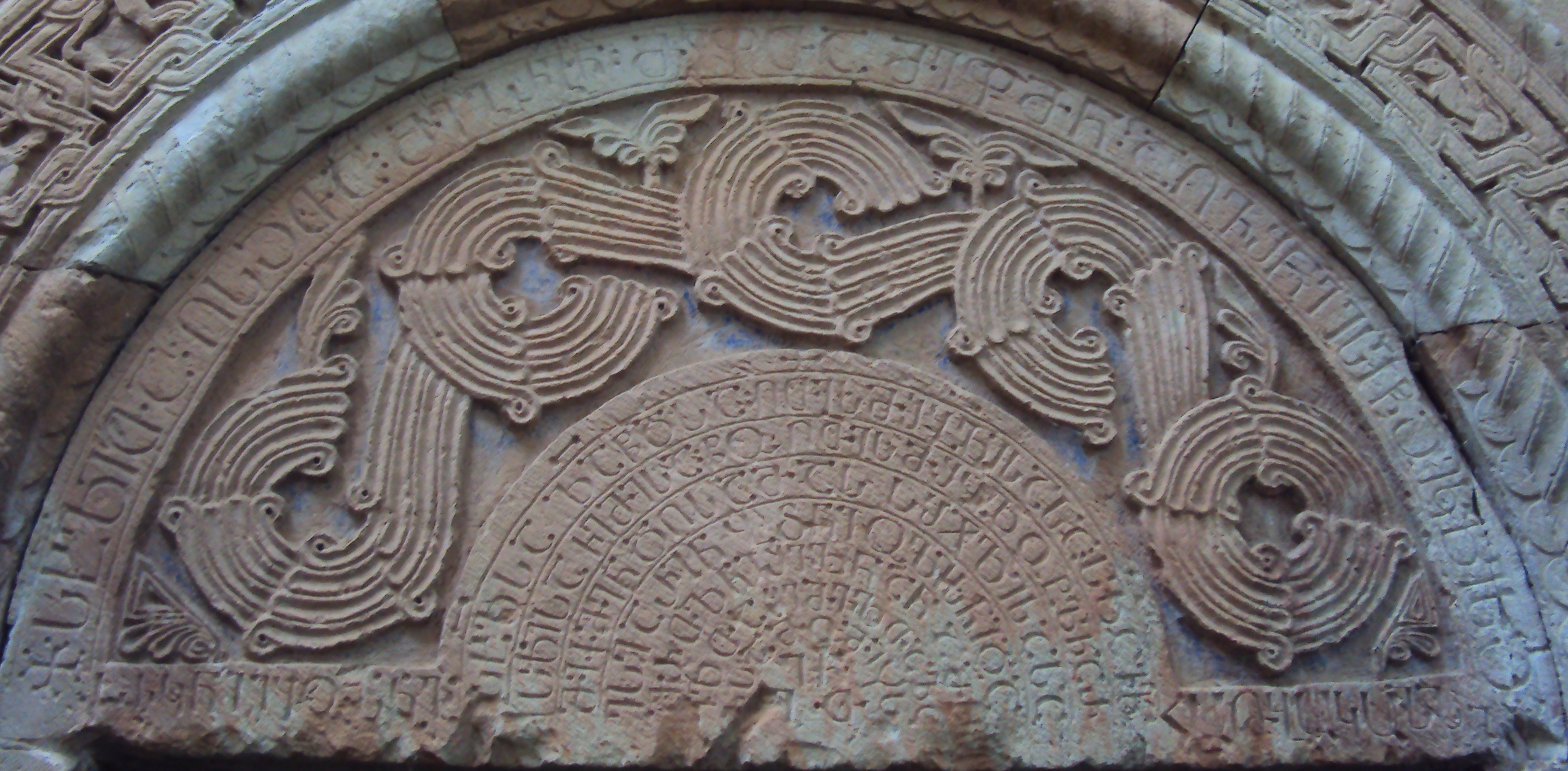
Inschrift: „Gurgen, König der Könige“ aus dem Jahre 1006 an der Kirche von Ishkhani

### Nachkommen

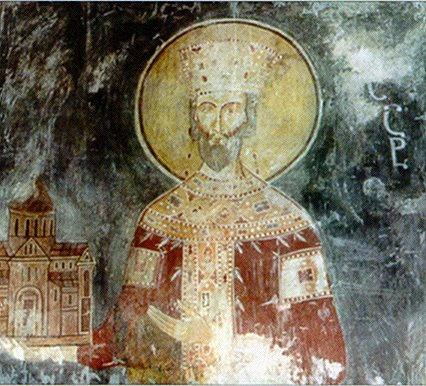
Bagrat III von Georgien, Sohn Gurandukts (Fresko in Gelati)

- Bagrat III. Bagratuni (* um 963; † Phanascert 7. Mai 1014) regierte von 975 bis 978 als Herzog von Kartli, von 978 bis 1008 als König von Abchasien und von 1008 bis 1014 als König des vereinigten Königreiches Georgien, wobei es ihm gelang, diesen Staat innen- und außenpolitisch zu konsolidieren. Seine Gemahlin nannte sich nach dem georgischen Genealogen Cyrille Toumanoff[10] Martha, von der jedoch der familiäre Hintergrund unbekannt ist.[11]
  - Giorgi I. Bagratuni (* 996; † 16. August 1027) König von Georgien (1014–1027), kämpfte vorwiegend gegen das Byzantinische Reich ⚭ I. Mariam Artsruni von Vaspurakan, eine Tochter von Senekerim-Johannes König von Vasporakan,[12] Regentin von Georgien 1027–1037 († 1072/1103); ⚭ II./Beziehung zu Alda von Ossetien, Tochter eines Königs von Ossetien (Alanien)[13]
    - Bagrat IV. (König von Georgien von 1027 bis 1072) (* 1017 ehelich; † 1072) ⚭ I. um 1032 Helena Argyra († 1033), Nichte des Kaisers Romanos Argyros ⚭ II. um 1033/40 Borena von Alanien (Ossetien), Schwester von König Durgulel dem Großen von Alanien.
      - Giorgi II. König von Georgien (1072–1089) (* in 2. Ehe um 1045; † 1112) erlitt Niederlagen gegen Malik Schah I., Sultan der Großseldschuken (1072–1092), an die er 1088 Tiflis verlor. ⚭ Elena Ne, resigniert zugunsten seines Sohnes
        - Dawit IV. der Erbauer König von Georgien (1089–1125), Heiliger der Orthodoxen Kirche, ⚭ I. Rusudan von Armenien, ⚭ II. Gurandukt, eine Tochter von Otrok Fürst der den Kiptschaken (Kumanen)[14]

      - Martha von Georgien, in Byzanz Maria genannt; † n. 1090 als Nonne Martha; ⚭ I. nach 1071, später verstoßen, Michael VII. Dukas, Kaiser von Byzanz (1067–1078), ⚭ II. 1078 Nikephoros Botaneiates, Kaiser von Byzanz (1078–1081)[15]
      - Maria von Georgien; † n. November 1072

    - Gurandukt von Georgien († 11. Jänner 1055, begr. Kloster Mangana), nach 1044 Geliebte von Konstantin IX. Monomachos (Kaiser von Byzanz 1042–1055), erhält den Titel „Augusta“[16]
    - Kata von Georgien ⚭ Smbat von Lorhi, Sohn von Dawit König von Lorhi und Aghbania[17]
      - Ne Tochter von Smbat von Lorhi ⚭ I. vor 1063, (später verstoßen) Alp Arslan Sultan der Großseldschuken (1063–1072), FMG Medieval Lands, Armenia  ⚭ II. Nizam al-Mulk Abu Hassan, Wesir der Seldschuken-Sultane Alp Arslan und Malik Schāh Seldschuken, (* 1018; † ermordet 16. Oktober 1092 durch die Assassinen)[18]

    - Martha von Georgien; † vor 1027, vor ihrem Vater
    - Demetre von Georgien († 1052) aus (2. Ehe) Prätendent von Georgien gegen s. Halbbruder König Bagrat IV.) (+ um 1052)[19]
      - David von Georgien, stiftet königliche Linie in Alanien (Ossetien) darunter David-Soslan[20]

  - Basilius Prinz von Georgien (* um 982; † um 1040), Mönch im Khakhulikloster (heute im Dorf Bağbaşı n der Provinz Erzurum, Türkei) und Gelehrter, „Der Heilige Vater Basilius, Juwel und Erleuchter der Georgischen Kirche“, Heiliger der Georgischen Orthodoxen Kirche, Festtag 27. Mai.[21]
- Katramide von Abchasien & Gagik I. „der Große“ König von Armenien (989 bis 1017/20)[22]
  - Smbat III. König von Armenien (1017/20 bis 1041) ⚭ I. Ne. ⚭ II. Argyra, eine Nichte von Romanos III. Argyros (* 968; † 1034) byzantinischer Kaiser (1028–1034)
    - Erkat von Armenien; † vor dem Vater

  - Ashot IV. „der Tapfere“ König von Armenien gemeinsam mit seinem Bruder (1017/20 – 1041), ⚭ Ne
    - Gagik II. König von Armenien (1041 bis 1076/80) (* 1025/26; † ermordet 2. März 1076/29. Februar 1080) & Ne von Vaspurakan, T. v. Davit von Vaspurakan Herr von Sivas

  - Kouschkousch Prinzessin von Armenien ⚭ Seneqerim-Johannes Artsruni Fürst von Vaspurakan († 1024) (siehe oben)